# Slep
Franco Sciancalepore, noto come Slep (Alessandria, 3 maggio 1960), è un chitarrista, compositore e produttore discografico italiano.
Nel suo stile convergono vari linguaggi musicali quali il blues, il rock, il country e lo swing i cui principali tratti distintivi sono il fraseggio blues e l'utilizzo della tecnica di chitarra slide.
Ha dato forma ad un nuovo metodo di chitarra bottleneck chiamato "Sliding on blues". Insegna chitarra presso la Scuola Civica di Torino (CFM) e presso il carcere delle Vallette di Torino.
È autore della linea editoriale Manuali per chitarra e tiene convegni su temi che riguardano la chitarra moderna.
Ricercato sessionman ha partecipato al Festival di Sanremo 1988 e ad altre produzioni RAI come Domenica In, DOC, Orecchiocchio, Va Pensiero, Notte Rock, Jeans. Ha pubblicato tre album come Slep & The Red House, e collaborato ad album di Francesco De Gregori, Luigi Grechi, Gian Pieretti ed Arti e Mestieri.

## Biografia
La sua carriera inizia nel 1980 con gli After Midnite, band statunitense di R&B. Nel 1984 forma con Marco Ciari e Vittorio Musso i Party Kidz, gruppo new wave con cui pubblica il primo album nel 1985. Abbandonati i Party Kidz collabora con i Magritte con cui sale sul palco del Festival di Sanremo 1988. Partecipa poi ad Arezzo Wave e a due puntate di DOC di Renzo Arbore.
Nel 1990 ha vinto il premio "Indipendenti Classic" della rivista Fare Musica grazie all'interpretazione del brano It Feels So Good di Big Bill Broonzy.

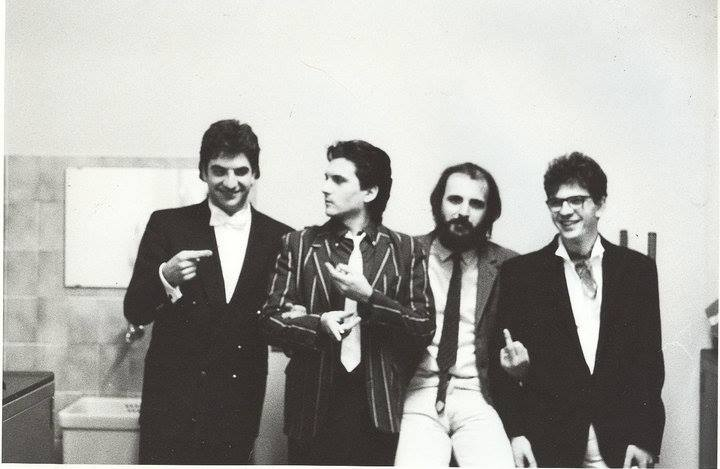
Slep & the Red House al Bloom di Mezzago MILANO - 1986

Forma successivamente la sua band Slep & The Red House, il cui sound rock-blues è contaminato da influenze rockabilly e jazz. Nel gruppo si alternano nel tempo vari musicisti tra cui: Elio Rivagli, Guido Guglielminetti, Silvio Puzzolu, Alberto Marsico, Enzo Zirilli, Umberto Mari. Il primo album ufficiale è Six String Soul prodotto da Silvio Puzzolu, Giulio Koelliker e Slep, uscito per Synergy/BMG Ricordi nel 1991. Dal 2013 la formazione è un power-trio composto da Slep, El Canavero e Max Laredo.

### Colonne sonore
Ha scritto la colonna sonora dei film Black Harvest, opera prima del regista Guido Chiesa, You Gotta Move di Enrico Verra e la sigla del programma RAI Stereonotte del 1988.

### Collaborazioni
Ha collaborato con Francesco De Gregori in tour dal 1999 e alla realizzazione dell'album Amore nel pomeriggio, con gli Arti e Mestieri nell'album Progday e partecipato a tour e registrazioni in studio con altri artisti quali: Dr. Feelgood, Greg Cohen (Tom Waits), Jimmie Vaughan & the Fabulous Thunderbirds, Bucky Buxter (Bob Dylan), Pretty Things, Blasters, Dick Heckstall-Smith (John Mayall, Colosseum), Raymond Dumbé (Miriam Makeba), Mohktar Samba (Ultramarine, Selif Keita), John Martyn, Danny Thompson (Pentangle), Giant Sand, Fleshtones, Green on Red, Los Lobos, Cramps, Aswad, The Christians, Alan Stivell, Area 2 (Giulio Capiozzo), Luigi Grechi, Lucio Bardi, Ricky Mantoan, Carlo Rossi (Transeuropa) e Marco Bonino con cui realizza l'album Green Grass (Acid Jazz-UK) nel progetto The Blaze che entra nelle classifiche inglesi nel 1997. E con Alberto Lalli.

## Discografia

### Con gli After Midnite
- 1982 - Go Now! - (Rockit Records)
- 1983 - Solid Blues - (Rockit Records)
- 1984 - Live in Rome - (Rockit Records)

### Con i Party Kidz
- 1985 - Eighties Colours - (Electric Eye)
- 1985 - Shock Treatment - (Toast)
- 1986 - Lasciati andare - (Toast)

### Con Carl Lee & The Rhythm Rebels
- 1988 - Cat Food - (Lilly)

### Slep & The Red House
- 1991 - Six-Strings Soul - (Synergy Records)
- 1994 - It's Just a Matter of Time - (Zero Hour-Australia)
- 1998 - One for the Show - (Electromantic Records)
- 1999 - Live - (Redhouse Records)

### Collaborazioni

#### Con The Blaze
- 1997 - Green Grass - (Acid Jazz-UK)

#### Con Francesco De Gregori
- 2001 - Amore nel pomeriggio - (Columbia)

#### Con Luigi Grechi
- 1999 - Cosivalavita - (Columbia)

#### Con Arti e Mestieri
- 2003 - Progday - (Electromantic)

#### Con Gian Pieretti
- 2019 - Nobel - (Tempest/Canto Libero)